# Ralf von Saalfeld
Ralf Erich Freiherr von Saalfeld (* 28. März 1900 in Frankfurt am Main; † 22. Juli 1947 in Weilheim) war ein deutscher Komponist.

## Leben
Ralf von Saalfeld studierte in München Musik bei Hermann Zilcher und Heinrich Kaminski. 1929 wurde er Stadtkantor von Regensburg. Diese Position behielt er bis zu seinem Tode. Er komponierte meist Werke für seine Arbeit als Kantor und arrangierte Werke älterer Meister wie Schütz, Praetorius oder Bach. So führte er u. a. auch die von Hans Michel Schletterer initiierte Reihe Musica sacra: Anthologie der evangelischen Kirchengesanges von der Reformation bis zum Tode J. S. Bachs in der Ordnung des Kirchenjahres nach dessen Tode als Herausgeber weiter. Es finden sich aber auch eine kleinere Anzahl weltlicher Werke in seinem Œuvre wie Lieder oder Kammermusik. Im Bärenreiter-Verlag gab er von 1926 bis 1933 in drei Heften die Vier Psalmen und Christliche Gesäng mit vier Stimmen von Hans Leo Haßler heraus.
Als Kantor setzte sich Ralf von Saalfeld stark für den Komponisten Karl Marx ein und brachte u. a. seine Motette op.12 zur Uraufführung.

## Familie
Ralf von Saalfeld wurde als viertes von sechs Kindern in der morganatischen Ehe von Prinz Ernst von Sachsen-Meiningen geboren, der ab 1928 Oberhaupt des Hauses Sachsen-Meiningen war, und Katharina Jensen, einer als Freifrau von Saalfeld geadelten Tochter des Schriftstellers Wilhelm Jensen. Er war ein Schwager des Pädiaters, Hochschullehrers und Nationalsozialisten Johann Duken. Ralf von Saalfeld war zweimal verheiratet: ab 1928 mit Marie Seitz (1903–1931) und ab 1936 mit Melanie von Bismarck (1911–1987), einer Tochter des Landrats Wilhelm von Bismarck.

## Kompositionen
- Deutsche Gesänge vom Leiden Christi. Bärenreiter-Verlag, Augsburg 1927 (Neudruck 1949).
- Machet die Tore weit..., Motette für 4-stimmigen Chor, komponiert zur 300-Jahr-Feier der Dreieinigkeitskirche. Patitur. Bärenreiter, Kassel 1932.[4]
- Geistliches Liederbuch für drei Stimmen in gleicher und in gemischter Besetzung mit alten und neuen Sätzen. Bärenreiter, Kassel 1933.
- Sonate für 2 Violine, Cello und Klavier
- Genug oft, für Stimme und Klavier (Text von Christian Morgenstern)
- Unter Sternen, für Stimme und Klavier (Text von Gottfried Keller)
- Singet frisch und wohlgemut, für Chor und 3 Blockflöten